# Megachile planatipes
Megachile planatipes är en biart som beskrevs av Cockerell 1933. Megachile planatipes ingår i släktet tapetserarbin, och familjen buksamlarbin. Inga underarter finns listade i Catalogue of Life.